# Siemiatycze
Siemiatycze – miasto w Polsce, położone w województwie podlaskim, siedziba powiatu siemiatyckiego i gminy wiejskiej Siemiatycze. Leży na Wysoczyźnie Drohiczyńskiej, nad rzeką Kamianką.
Według danych GUS z 1 stycznia 2024 roku Siemiatycze liczyły 13 391 mieszkańców.

## Położenie
Siemiatycze są położone we wschodniej Polsce, w południowej części województwa podlaskiego i 64 km od Siedlec.
Według danych z 2002 Siemiatycze miały obszar 36,25 km², w tym:
- użytki rolne: 61%
- użytki leśne: 23%

Według danych z 1 stycznia 2011 powierzchnia miasta wynosiła 36,25 km². Miasto stanowi 2,48% powierzchni powiatu.
W latach 1975–1998 miasto administracyjnie należało do województwa białostockiego.

## Historia

### Historia do 1795 roku
Historia miasta sięga połowy XV wieku, kiedy wyodrębniają się pierwsze dobra siemiatyckie. Pierwotna osada dworska istniejąca w latach 1443–1542, wraz z cerkwią pw. Świętej Trójcy, św. św. Piotra i Pawła i św. Paraskewii usytuowana była na wzgórzu nad rzeką Muchawiec (obecnie na dawnym miejscu stoi wzniesiona w 1866 murowana cerkiew pw. Świętych Apostołów Piotra i Pawła). Na przeciwległym brzegu Muchawca ok. połowy XV w. zaczęła powstawać nowa osada o innym niż przycerkiewna charakterze narodowościowo-religijnym, dla której Michał Kmita Sudymontowicz ufundował w 1456 roku kościół. Już w początkach miasta można zatem obserwować dość typowe dla Podlasia zjawisko powstawania dwóch skupisk osadniczych, stanowiących jednakże jedno miasto, o odrębnym składzie religijnym, prawnym i etnicznym społeczeństwa. W 1527 dobra siemiatyckie obejmują 7 wsi. Miasto prywatne posiadało prawo magdeburskie w 1542 roku. W styczniu 1542 Zygmunt August wydaje dokument zezwalający Siemiatyczom na korzystanie z prawa magdeburskiego (prawa miejskie). Korzysta z tego prawa Stanisław Tęczyński, który 2 kwietnia 1542 wprowadza władze miejskie i zleca pracę nad organizacją miasta i jego kolonizacją. Siemiatycze początkowo należały do ziemi mielnickiej, w 1546 zostały przyłączone do ziemi drohickiej, stanowiącej część województwa podlaskiego. W 1580 w Siemiatyczach było 26 domów rynkowych, 186 domów ulicznych, 32 chałupy oraz 40 domów z zagrodami. Ogółem 282 domy zamieszkiwało 1900 osób. Siemiatycze zaliczały się wtedy do miast średniej wielkości w województwie podlaskim. Na 1582 datuje się początki osadnictwa żydowskiego na terenie Siemiatycz. Krzysztof Radziwiłł Piorun uzyskał dobra od Tęczyńskich i ufundował tu w 1588 roku zbór kalwiński. W 1599 roku Siemiatycze weszły w skład posagu Elżbiety Radziwiłłówny, która poślubiła Lwa Sapiehę, który polecił rozebranie zboru.

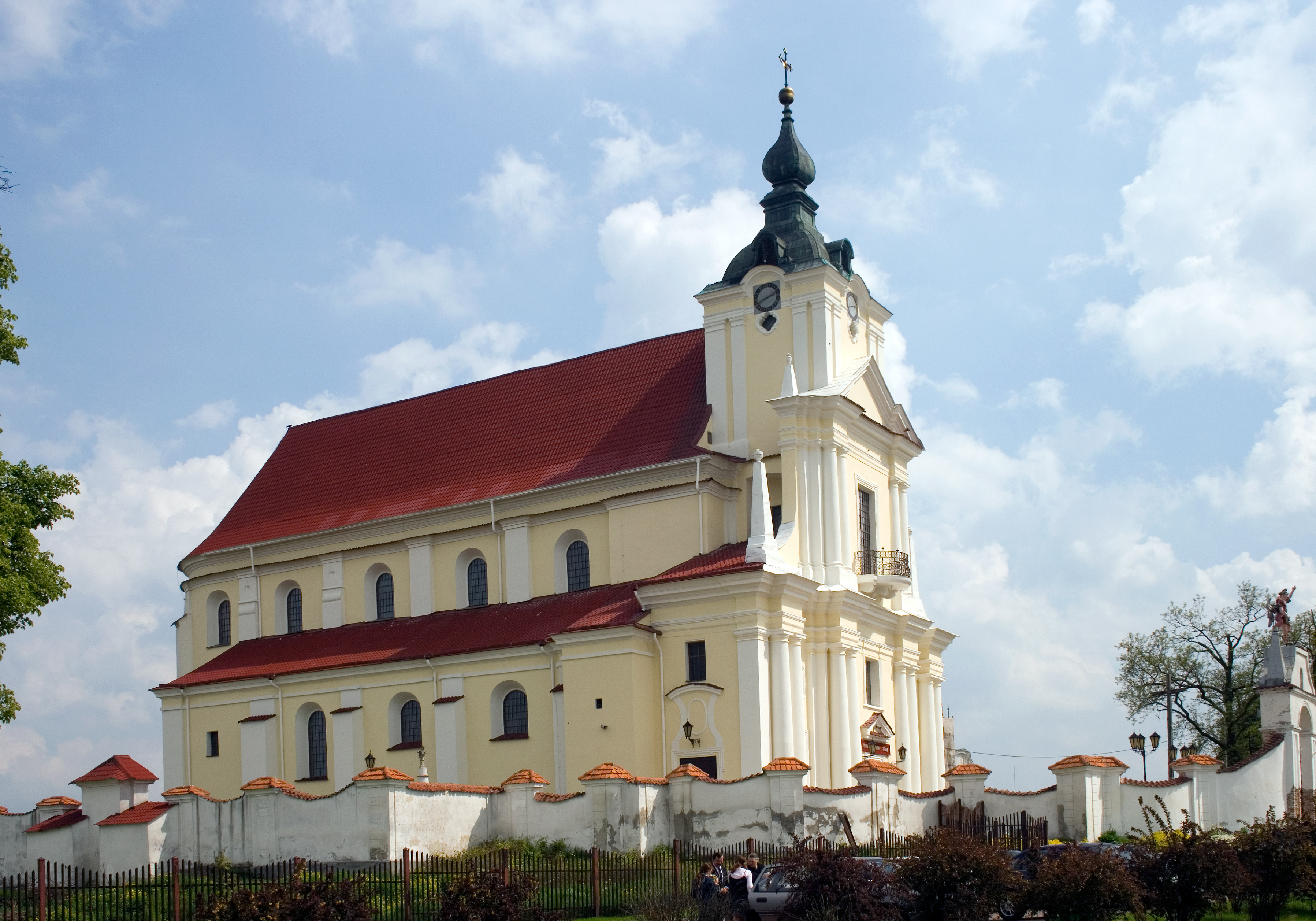
Kościół parafialny Wniebowzięcia NMP

W latach 1655–1660 rozwój miasta zostaje zahamowany przez potop szwedzki. Blisko 30% społeczności traci życie. Zniszczenie przez Szwedów Mielnika i Drohiczyna sprawia, że wzrasta znaczenie Siemiatycz. Simiatycze posiadała w 1673 roku wojewodzina wileńska Anna Barbara Sapieżyna. Pod koniec XVII wieku w mieście mieszkał Gedalia z Siemiatycz, uznawany za prekursora syjonizmu. W latach 1710–1711 wielki pomór lub inaczej morowe powietrze (epidemia dżumy) dziesiątkuje ludność, a pozostali przy życiu chronią się w pobliskiej cerkwi na Grabarce, która od tej pory zyskuje sławę cudownego miejsca. W 1722 Zgromadzenie Księży Misjonarzy przejęło prowadzenie parafii rzymskokatolickiej pod wezwaniem Wniebowzięcia NMP. Misjonarze założyli i sprawowali opiekę nad szkołą i przytułkiem dla starców i kalek, prowadzili także działalność charytatywną. Przed kościołem zostaje wzniesiona brama z figurą św. Michała Archanioła.
W 1758 roku pożar zniszczył część pierzei rynkowej od strony kościoła. W 1758 Siemiatycze przechodzą w posiadanie księżnej Anny z Sapiehów Jabłonowskiej, wchodzą w skład klucza siemiatyckiego. Następuje rozbudowa miasta. W tym samym roku wielki pożar niszczy większość zabudowań, w tym kościół. W 1772 na polecenie księżnej dokonano rozbiórki starego drewnianego ratusza, a w jego miejsce postawiono nowy murowany budynek. Ratusz miał cztery skrzydła i wewnętrzny prostokątny dziedziniec z niewielkim budynkiem wagi w środkowej części. W obrębie budynku uwzględniono miejsce na stragany (tzw. kramy). W 1775 liczba domostw w Siemiatyczach wynosiła 285; Siemiatycze były pod tym względem piątym miastem na całym Podlasiu po Międzyrzecu, Węgrowie, Tykocinie i Ciechanowcu.

### Lata 1775–1918
W 1777 w Siemiatyczach rozpoczęto budowę pałacu księżnej Anny Jabłonowskiej. W pałacu urządzono Gabinet Historii Naturalnej, w którym prezentowano zebrane przez Jabłonowską zbiory zoologiczne i botaniczne, dzieła sztuki medalierskiej, znaleziska archeologiczne, księgozbiór, miedzioryty i inne. Zbiory te oglądali m.in. król Stanisław August, wielki książę Paweł Romanow, dostojnicy oraz ludzie nauki: Stanisław Staszic, Kołłątaj. Jest to także prawdopodobny rok umieszczenia posągów Sfinksów na sarkofagowych cokołach bramy pałacowej, które po rekonstrukcji można oglądać obecnie. W 1789 roku król Stanisław August Poniatowski na wniosek właścicielki zgodził się na czwarty czterotygodniowy jarmark w mieście, który przypadał na święto św. Anny w dniu 26 lipca.
Po III rozbiorze Polski w 1795 Siemiatycze znalazły się pod zaborem pruskim. Okres 1797–1801 to lata budowy Bożnicy Żydowskiej, która w czasie II wojny światowej została spalona. Po śmierci Anny Jabłonowskiej w 1800 roku,  jej pałacowe zbiory zostały sprzedane w 1802 roku przez Stanisława Sołtyka carowi Aleksandrowi I za 50 tys. dukatów i wywiezione do Moskwy.
7 lipca 1807 na mocy traktatu tylżyckiego Siemiatycze wraz z okolicznymi terytoriami włączono do Cesarstwa Rosyjskiego. W 1825 Siemiatycze zamieszkiwało 1945 osób. W mieście stało 20 budynków murowanych, 330 drewnianych, 2 manufaktury, 10 sklepów, 40 szynków, łaźnia i 2 parki miejskie. W 1861 gmina siemiatycka obejmowała 25 wiosek i przysiółków.

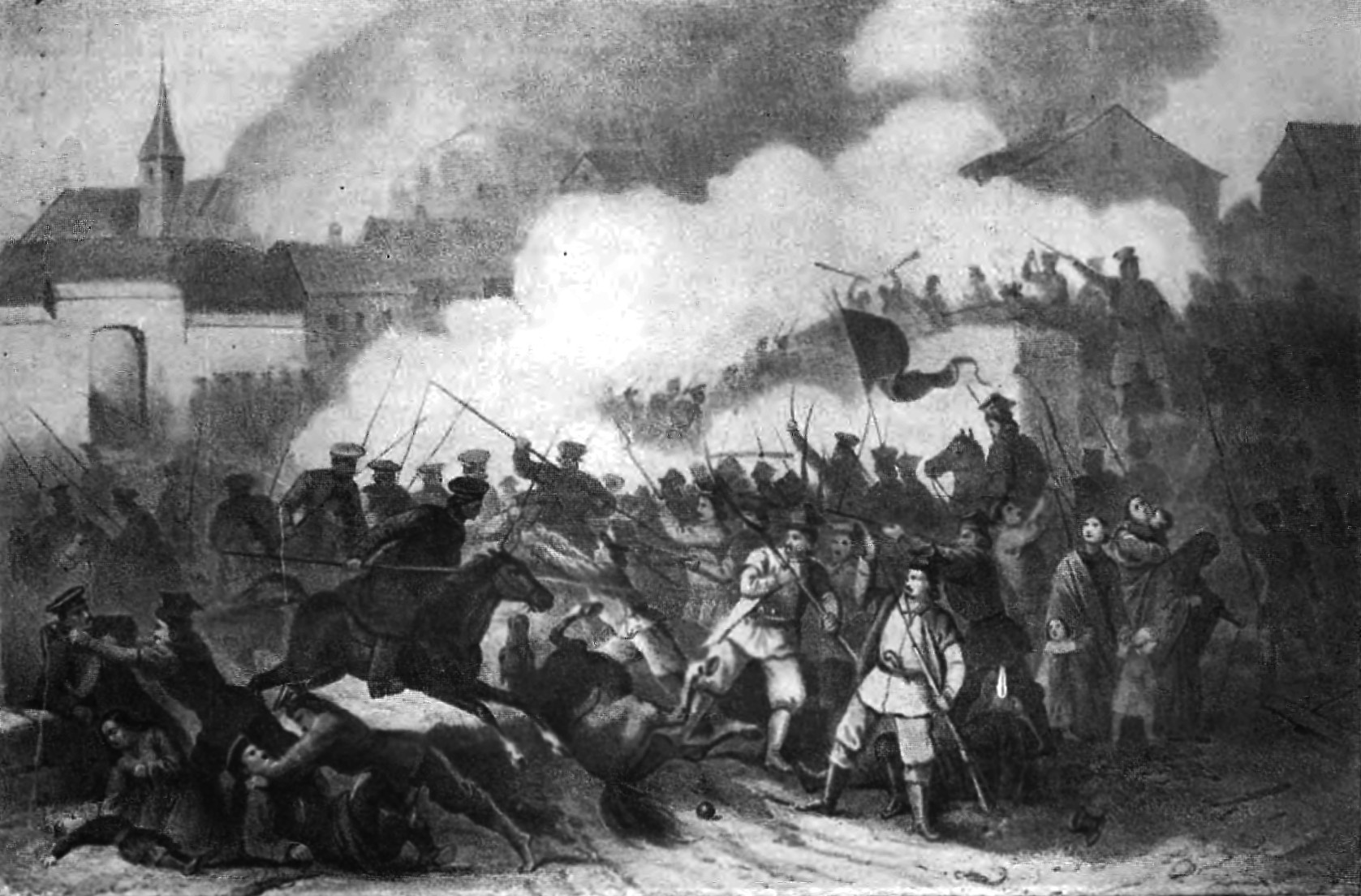
Bitwa pod Siemiatyczami 1863

6-7 lutego 1863 to data bitwy pod Siemiatyczami, stoczonej pomiędzy oddziałami powstańczymi dowodzonymi przez Lewandowskiego, Cichorskiego i Rogińskiego a wojskiem rosyjskim pod przywództwem gen. Maniukina. Bitwa rozegrała się na miejscowym cmentarzu i w jego okolicach (obecnie między ulicami Ciechanowiecką i Powstania styczniowego). W wyniku dużej przewagi ogniowej Rosjan i nieudolnego dowodzenia oddziałami powstańczymi bitwa zakończyła się klęską powstańców. Po odniesionym zwycięstwie Rosjanie w odwecie ograbili i spalili miasto. Całkowitemu zniszczeniu uległ pałac Anny Jabłonowskiej, którego potem już nie odbudowywano.
29 kwietnia 1865 – poświęcono kamień węgielny pod budowę murowanej cerkwi prawosławnej na wzgórzu obok nadwyrężonego budynku drewnianego. Budowę ukończono w 1866. 2 listopada nowa cerkiew została wyświęcona pod wezwaniem Świętych Piotra i Paraskiewy. W 1897 społeczeństwo Siemiatycz stanowili: 75% żydzi, 15% katolicy, blisko 10% prawosławnych oraz nieliczni ewangelicy. W 1900 nieopodal synagogi powstaje neobarokowy Przyszkółek (Dom Talmudyczny). Po wojnie w budynku tym mieściło się m.in. państwowe przedszkole, później przez dłuższy czas był siedzibą Miejskiej Biblioteki Publicznej im. Anny Jabłonowskiej, aktualnie znajduje się tam Zasadnicza Szkoła Zawodowa. W budynku po koszarach zorganizowano jednoklasową szkołę cerkiewno-parafialną, przekształconą później w dwuklasową.

### II Rzeczpospolita

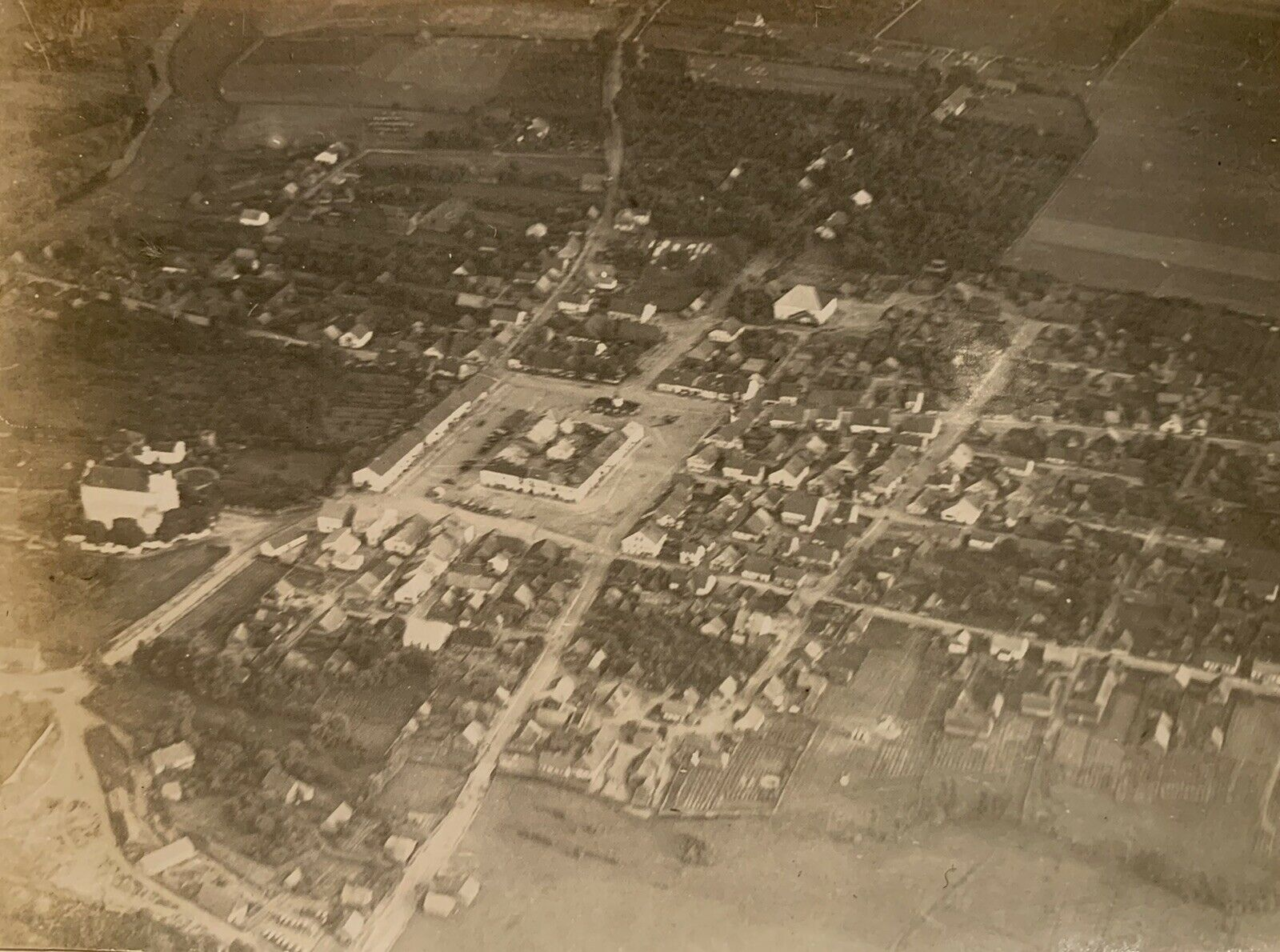
Siemiatycze w okresie I wojny światowej

W 1921 Siemiatycze liczyły 5694 mieszkańców (6816 os. w 1931). Orientacyjny skład społeczeństwa był następujący: 65% żydzi, 25,7% katolicy, 9% prawosławni. Za Polaków uważało się 33%, do narodowości żydowskiej przynależność deklarowało ok. 61% i białoruskiej ok. 5%. Orientacyjnie w mieście mieszkało ok. 26% Polaków, 65% Żydów, 8% Białorusinów. Gminę siemiatycką zamieszkiwało 10 676 osób, 54% prawosławnych, 45% katolików, Polacy stanowili połowę ludności, druga połowa to Białorusini. 3 Maja 1921 roku odsłonięto nieistniejący już pomnik Tadeusza Kościuszki, który następnie podczas II Wojny Światowej został zburzony przez Niemców.

### II wojna światowa
11 września 1939 oddziały niemieckie wkraczają do Siemiatycz i zajmują miasto. W dniach 17-20 września 1939 miasto i jego okolice są opuszczane przez Niemców ustępujących przed wkraczającymi oddziałami radzieckimi. Podczas okupacji i wycofywania się Niemcy dokonują aktów przemocy i terroryzują okoliczną ludność. 7 listopada 1940 władze radzieckie postawiły w Siemiatyczach pomnik Lenina, by uczcić przyłączenie miasta do terytorium Białoruskiej Republiki Radzieckiej. Pomnik zniszczyli Niemcy 5 lipca 1941. Od 29 sierpnia do końca lipca 1941 roku doszło w mieście do zamieszek antyżydowskich. W trakcie potyczek z oddziałami radzieckimi i okupacji, w 1941, dochodzi do licznych morderstw ludności cywilnej, przeprowadzono pacyfikacje i palenia okolicznych wsi. Niemcy często przeprowadzają działania odwetowe na ludności polskiej za straty jakie ponoszą w wyniku prowadzonych walk, nie oszczędzając osób w podeszłym wieku i dzieci. Następuje ostateczne zniszczenie siemiatyckiego ratusza, jednego z bardziej okazałych budynków tego typu w rejonie. Ratusz nie został odbudowany, a jego ruiny po zasypaniu ziemią zmieniły się w skwer pośrodku rynku.
W sierpniu okupanci tworzą w Siemiatyczach getto (w kwadracie ulic: Górnej, Wysokiej, Koszarowej i Słowiczyńskiej) głównie dla ludności żydowskiej z Siemiatycz i okolic. W getcie zgromadzono 4,2 tys. osób, byli to mieszkańcy Siemiatycz i okolicznych wsi. W dniach 2–9 września 1942 nastąpiła pierwsza deportacja z getta. W dniach 8–10 listopada 1942 wywieziono Żydów z getta, a jego mieszkańcy trafili głównie do obozu zagłady Treblinka II (ok. 90 km od Siemiatycz), gdzie zostali zamordowani wraz z 750 tys. innych więźniów. Żydzi, którzy uciekli z getta, utworzyli oddział zbrojny, pod dowództwem Herszla Szebesa, który działał w lasach pod Siemiatyczami.
Siemiatycze zostały zdobyte 22 lipca 1944 roku przez oddziały radzieckie 65 Armii. W dniu 6 kwietnia 1945 roku, dokonano napadu zbrojnego na dom Judy Blumberga (tzw. mechaniczną piekarnię) przy ul. Berka Joselewicza, w którym mieszkało 28 Żydów. Atak przerwało dopiero powrócenie do miasta zaalarmowanych oddziałów wojskowych.
W okresie wojny miasto utraciło 60% zabudowy mieszkalnej i ok. 50% budynków użyteczności publicznej, zniszczeniu (także celowemu) uległy zakłady przemysłowe i elektrownia. Tuż po wkroczeniu wojsk sowieckich szacowano ludność miasta na 3000 osób (40% stanu z 1939 – 7850 os.). Po powrocie części mieszkańców, w 1946 ludność Siemiatycz liczyła 4106 osób, 52% stanu z 1939. Niemal całkowitej zagładzie uległa ludność żydowska, stanowiąca przed wojną 60% mieszkańców Siemiatycz.

### Polska Rzeczpospolita Ludowa

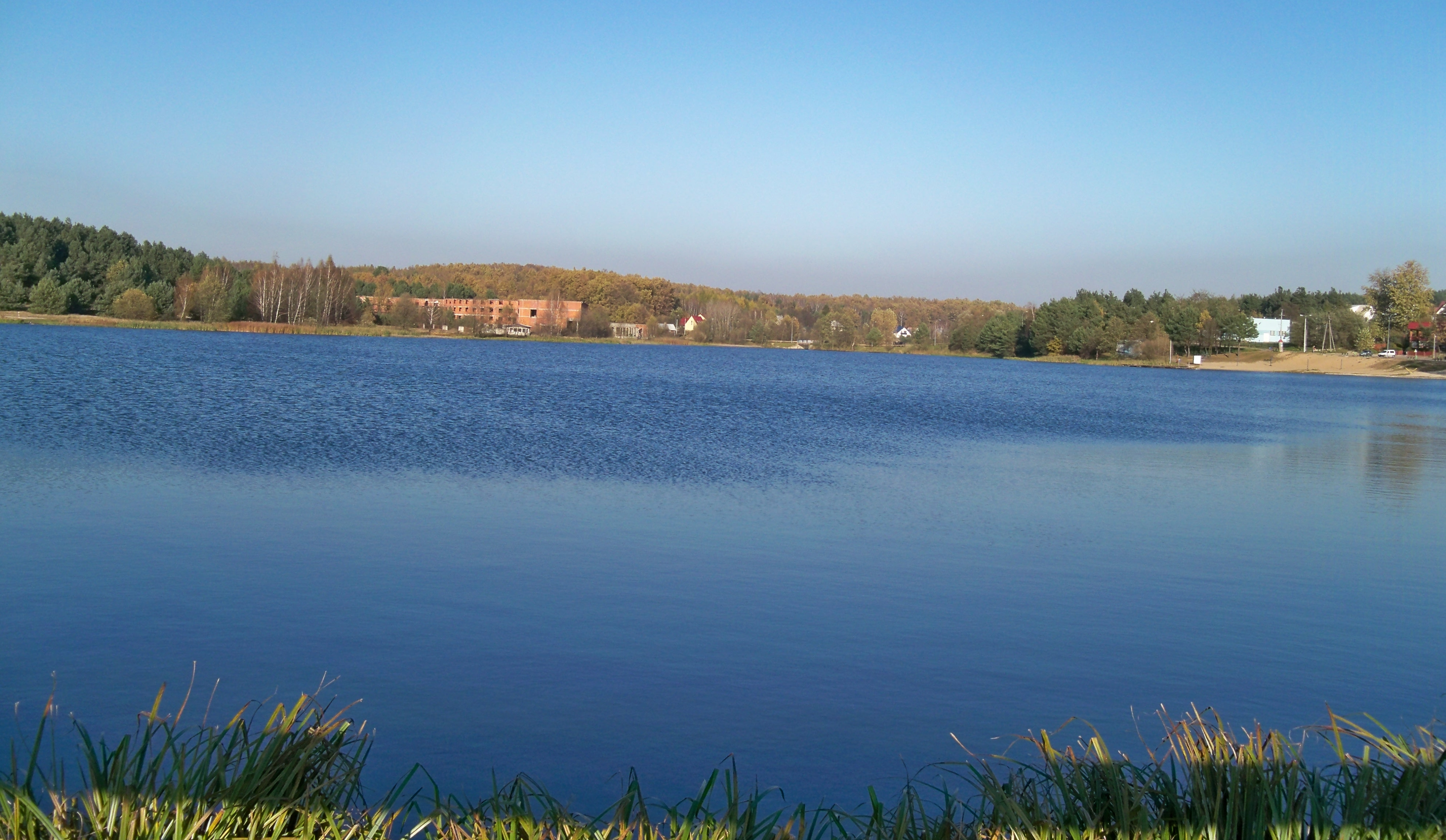
Zalew (zbiornik) w Siemiatyczach

W 1952 z południowej części powiatu bielskiego wyodrębniono nowy powiat ze stolicą w Siemiatyczach. Siemiatycze pozostają miastem powiatowym do roku 1975. 1 maja 1973 w siemiatyckiej cerkwi wybucha pożar. Budynek nie zostaje doszczętnie zniszczony, ogień powoduje jednak znaczne straty, ucierpiały wyposażenie cerkwi i ikony. 12 lipca wyremontowaną cerkiew wyświęcił metropolita warszawski Bazyli. W 1975 oddano do użytku pierwszy siemiatycki zalew. Aktualnie są 3 zbiorniki.

### Po roku 1989
W 1990 ukazuje się pierwszy numer „Głosu Siemiatycz”, czasopisma regionalnego, pierwotnie czarno-białego, od kwietnia 2000 wydawanego co tydzień w kolorowej szacie graficznej. 14 października 1998 miasto odwiedził prawosławny patriarcha Konstantynopola Bartłomiej I, który w asyście metropolity Sawy dokonał uroczystego aktu wmurowania kamienia węgielnego w przygotowany już fundament nowej cerkwi pw. Zmartwychwstania Pańskiego. 18 sierpnia 2010 Patriarcha Ekumeniczny ponownie gościł w Siemiatyczach i dokonał pełnego poświęcenia nowo wybudowanej cerkwi. Nie był to jedyny wysoki prawosławny dostojnik, jaki odwiedził Siemiatycze. 18 sierpnia 2001 do miasta przybył Patriarcha Aleksandrii i całej Afryki Piotr VII. W wyniku reformy administracyjnej w 1999 powiat siemiatycki zostaje reaktywowany, obejmując gminy: Drohiczyn, Dziadkowice, Grodzisk, Mielnik, Milejczyce, Nurzec-Stacja, Perlejewo, Siemiatycze. Powiat jest częścią województwa podlaskiego, ze stolicą w Białymstoku.

## Zabytki
zachowane:

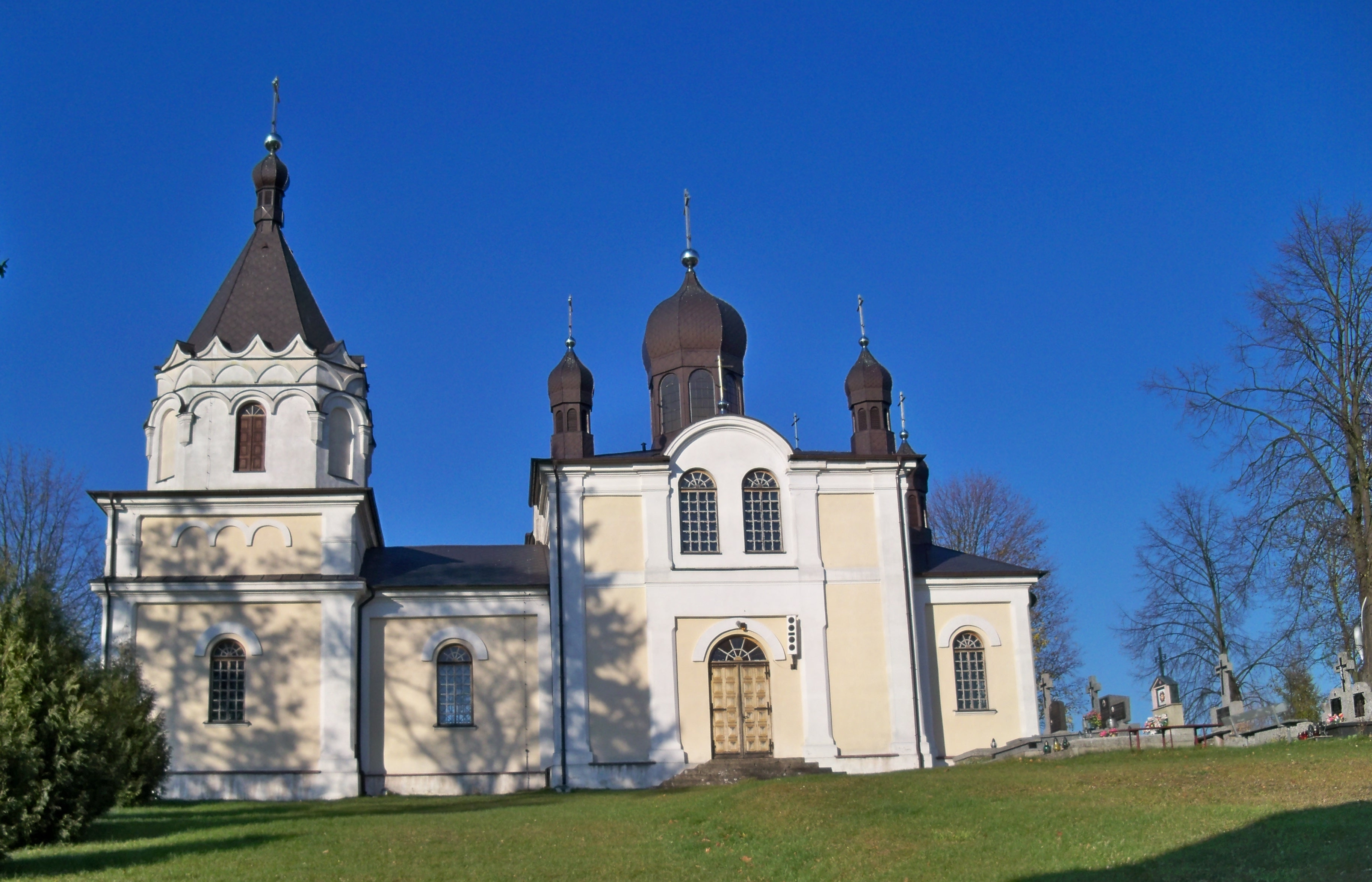
Cerkiew Świętych Apostołów Piotra i Pawła

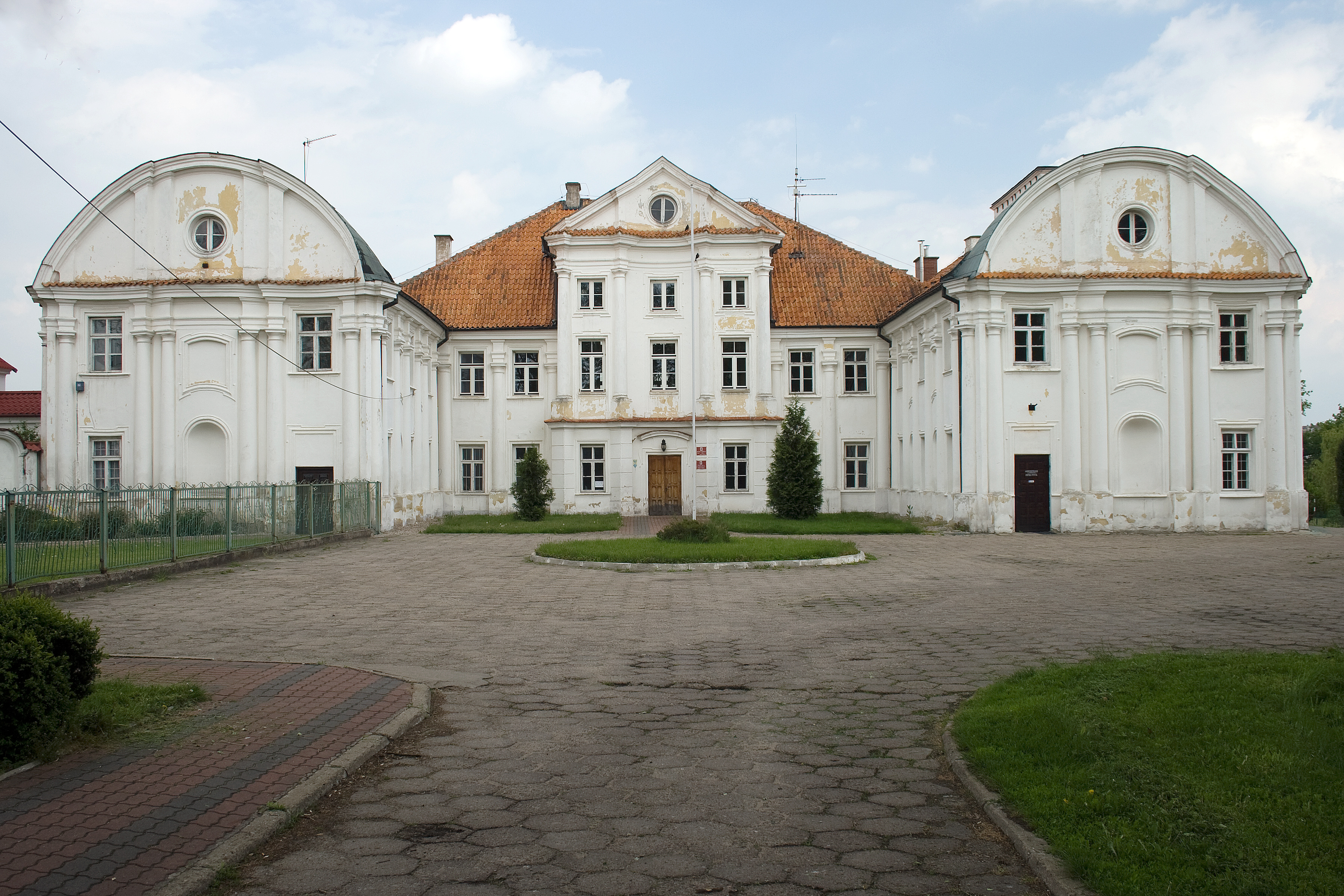
Klasztor Misjonarzy

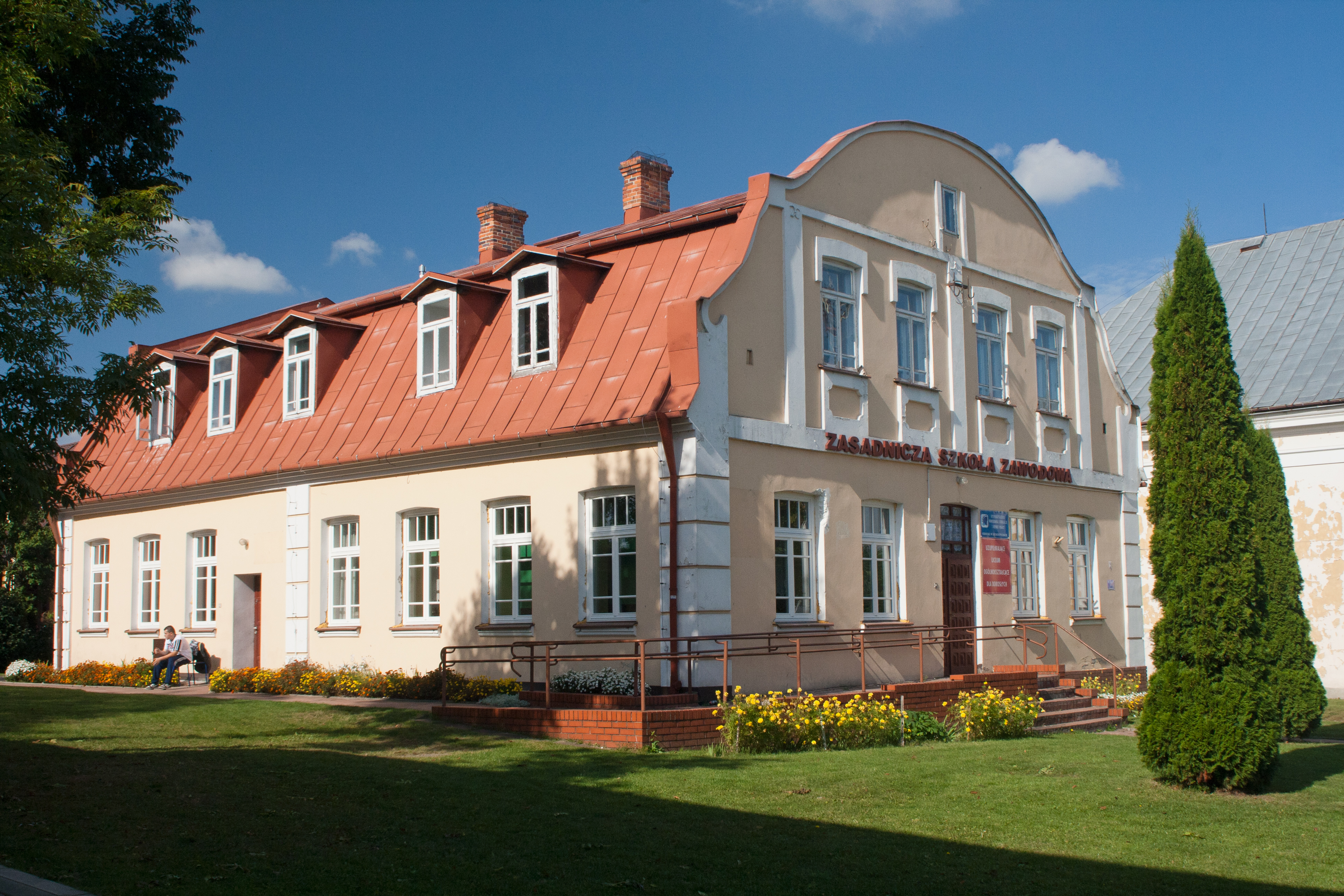
Dom talmudyczny, obecnie Zasadnicza Szkoła Zawodowa

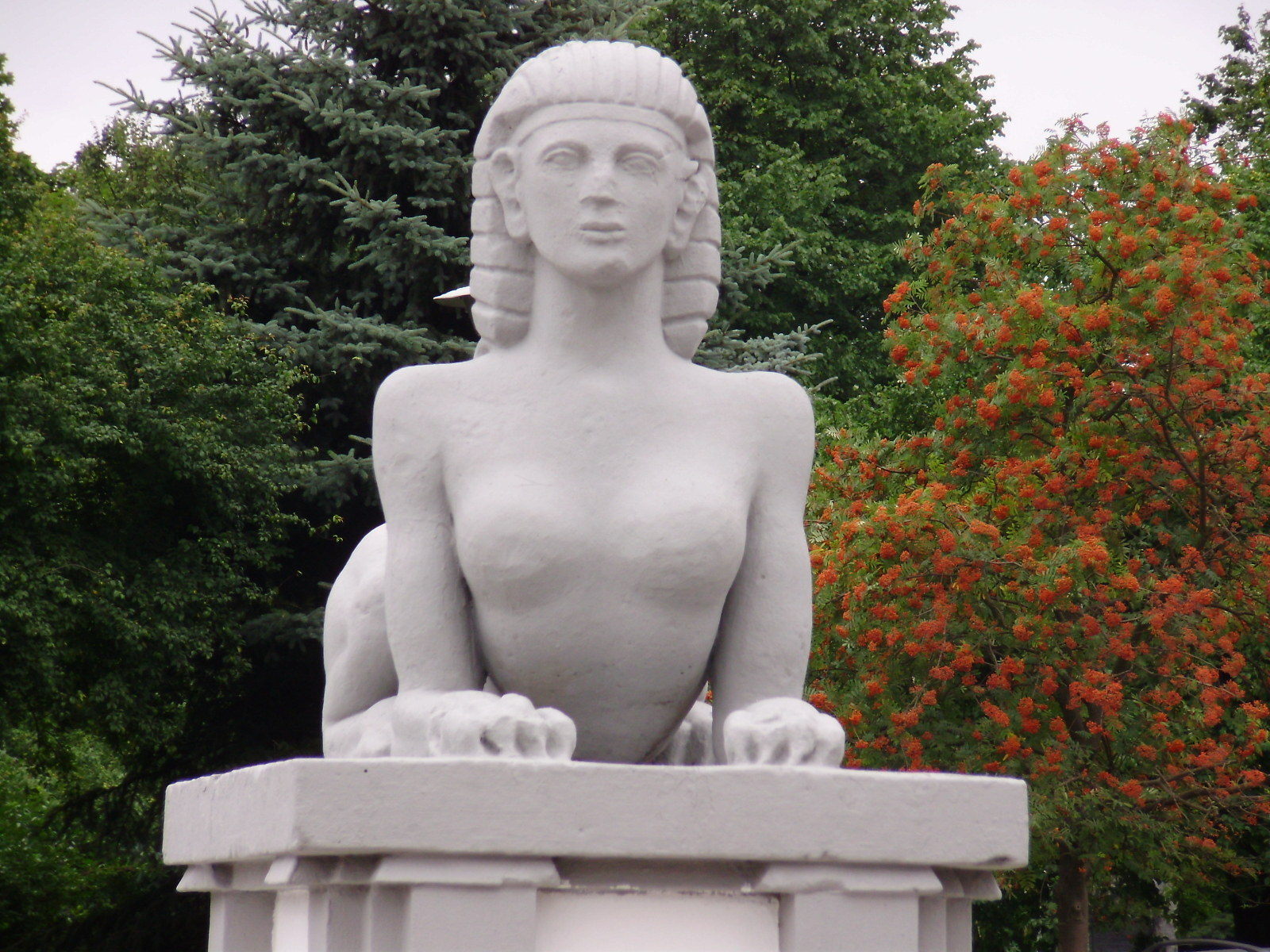
Posąg sfinksa przy dawnej bramie wjazdowej do pałacu księżnej Anny Jabłonowskiej

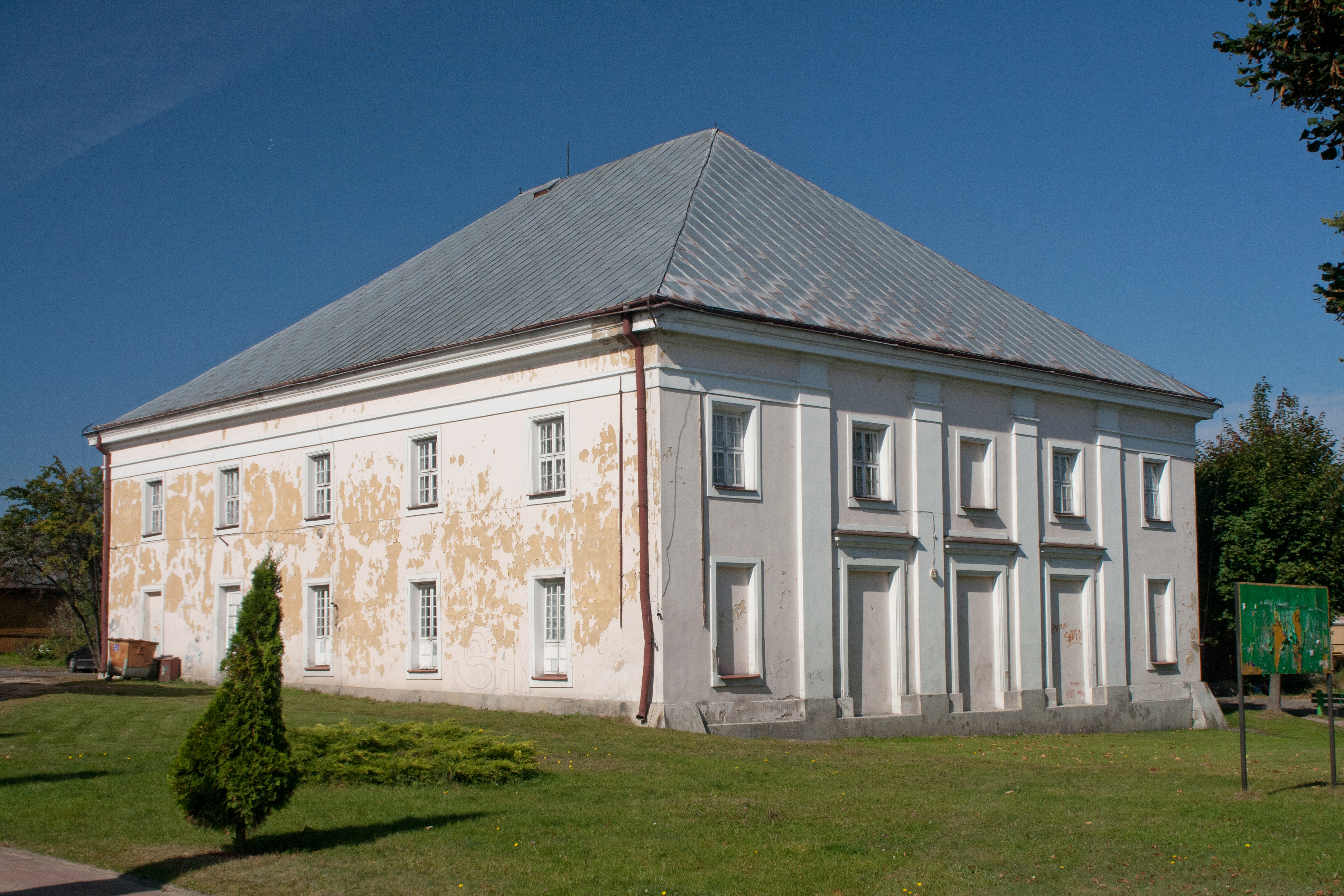
Synagoga, ob. dom kultury

- Cerkiew prawosławna pw. Świętych Apostołów Piotra i Pawła z 1866 (parafialna)
- Zespół pomisjonarski
  - Kościół parafialny Wniebowzięcia NMP fundowany w 1456 pw. św. Michała, budowany w obecnym późnobarokowym kształcie od 1719–1727 według projektu Karola Antoniego Baya. Fasadę przekomponowano w 1729 i 1732. Zachowane są w nim także starsze elementy renesansowe.
  - Klasztor misjonarzy – zbudowany w obecnym późnobarokowym kształcie w latach 1719–1727 według projektu Karola Antoniego Baya. Po 1914 rozebrano spalony pawilon pn-wsch.
  - Ogrodzenie i dzwonnica późnobarokowa z lat 1725-27.
  - Figura św. Jana Nepomucena z XVIII wieku.
  - Szpital z 1726 wzniesiony przez Wincentego Rachettiego. Oszpecony przebudową w 1850.
- Dawna bożnica z 1797 zbudowana według projektu z 1777 autorstwa Szymona Bogumiła Zuga. W stylu klasycystycznym. Odbudowana w 1964 z zatarciem cech stylowych.
- Przyszkółek z 1900 przy ul. Pałacowej 10 w stylu neobarokowym i modernistycznym.
- Kaplica cmentarna ewangelicko-augsburska z 1 poł. XIX wieku, pierwotnie kaplica grobowa rodziny Fanshawe.
- Kaplica cmentarna św. Anny z 1826-27.
- Oranżeria z 1860 r.
- Domy klasycystyczne przy ul. Pałacowej (nr 14, 19, 25, 28).
- Posągi sfinksów przy dawnej bramie wjazdowej do pałacu księżnej Anny Jabłonowskiej.
- Cmentarz (wielowyznaniowy) założony w 1805[21].
- Kapliczka przydrożna słupowa na wschód od miasta z poł. XIX w.
- Cmentarz wojenny z I wojny światowej.
- Ruiny zespołu zakładu kaflarskiego z końca XIX w.

niezachowane:
- Ratusz na Rynku zbudowany po 1772 według projektu Szymona Bogumiła Zuga i zniszczony w 1941 przez Niemców
- Południowa dzwonnica z XVIII w. przy zespole misjonarskim, zburzona przez Niemców w czasie II wojny światowej.
- Pałac księżnej Anny Jabłonowskiej zbudowany po 1777 według projektu Szymona Bogumiła Zuga. Został spalony w czasie powstania styczniowego w 1863.

## Sport
Od 27 czerwca 1991 na terenie miasta działa Towarzystwo Sportowe. Stowarzyszenie założone przez nauczycieli wychowania fizycznego organizuje imprezy rekreacyjno-sportowe. Na początku lat 90. stowarzyszenie przejęło majątek i zadania Rejonowego Ośrodka Sportu i Rekreacji. W tym czasie zorganizowano siłownie, triathlon, Biegi Niepodległości, zajęcia aerobiku i kick-boxingu, sekcje piłki ręcznej. W 1993 miasto rozwiązało umowę z Towarzystwem Sportowym, od tego czasu dotacje od burmistrza miasta systematycznie malały co skutkowało pogorszeniem się oferty rekreacyjno-sportowej. Organizacja skupiła się na promowaniu piłki ręcznej, w której osiąga liczne sukcesy.
27 stycznia 1999 decyzją Rady Miasta Siemiatycze utworzono Miejski Ośrodek Sportu i Rekreacji (MOSiR). Ośrodek odpowiedzialny jest za organizację wydarzeń sportowych i utrzymanie obiektów na terenie miasta. W 2020 pod jego patronatem znajdują się 2 zalewy wodne, ponad 60 hektarów terenów zielonych i obiekty sportowe takie jak pływalnia „Wodne Tarasy”, skatepark, stadion piłkarski, hala widowiskowo-sportowa, trasy biegowe, oraz kompleks boisk ORLIK. Corocznie organizowanych jest wiele wydarzeń sportowych.

## Gospodarka
Ośrodek przemysłowo-usługowy; przemysł spożywczy, materiałów budowlanych i meblowy. Rzemiosło ludowo-artystyczne. Do największych zakładów produkcyjnych należą: producent maszyn rolniczych, komunalnych i recyklingowych Pronar, mleczarnia Polser należąca do koncernu Lactalis, oraz fabryki soków i mrożonek Oerlemans i OK stworzone na bazie dawnego ZPOW „Hortex”.

### Przeciętna stopa bezrobocia w latach 1997-2006
Na podstawie obwieszczeń Prezesa Głównego Urzędu Statystycznego. Stan na dzień 30 czerwca danego roku.
| Rok  | PUP Siemiatycze | Polska |
| ---- | --------------- | ------ |
| 1997 | 6,0             | 11,6   |
| 1998 | 4,0             | 9,6    |
| 1999 | 5,3             | 11,6   |
| 2000 | 6,1             | 13,6   |
| 2001 | 7,3             | 15,9   |
| 2002 | 7,2             | 17,4   |
| 2003 | 7,4             | 17,7   |
| 2004 | 9,0             | 19,4   |
| 2005 | 8,8             | 18,0   |
| 2006 | 9,7             | 15,4   |

## Transport

### Drogi
W mieście krzyżują się drogi krajowe i wojewódzkie:
- droga krajowa nr 19 Kuźnica Białostocka→ Białystok→ Siemiatycze→ Lublin→ Rzeszów→ Barwinek
- droga krajowa nr 62 Strzelno→Włocławek→Płock – Wyszków→ Węgrów→ Siemiatycze
- droga wojewódzka nr 690 Czyżew→ Ciechanowiec→ Siemiatycze
- droga wojewódzka nr 693 Siemiatycze→ Kleszczele

### Komunikacja autobusowa

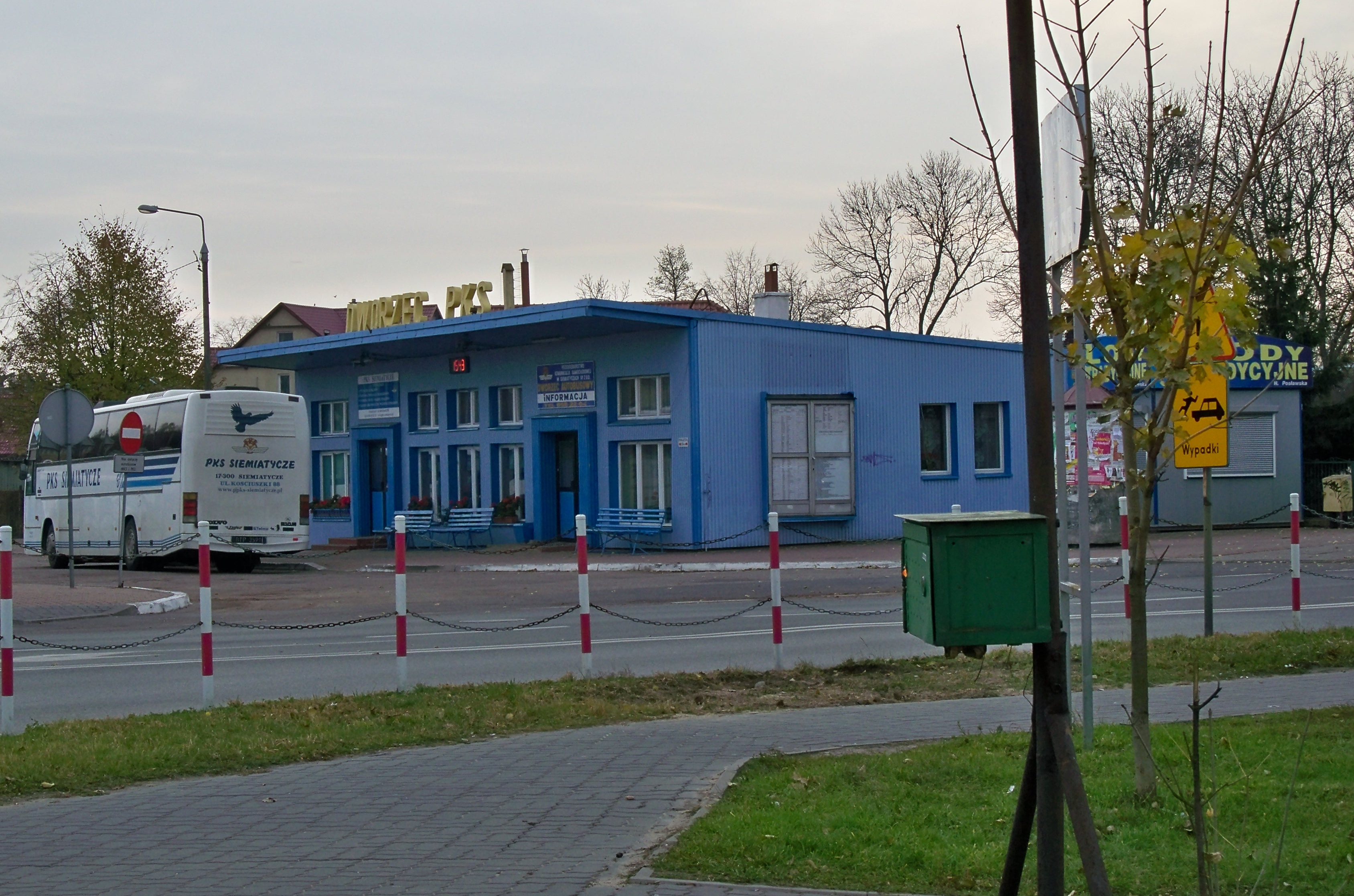
Nieistniejący już dworzec autobusowy przy ulicy Grodzieńskiej

Komunikację autobusową od stycznia 2017 zapewnia firma  PKS NOVA Sp. z o.o., która powstała poprzez przejęcie dotychczasowych PKS w Suwałkach, Łomży i Siemiatyczach. Posiada dalekobieżne linie do Białegostoku i Warszawy oraz niewielką siatkę połączeń lokalnych. Od momentu likwidacji PKS Siemiatycze i powstania PKS Nova komunikacja publiczna w mieście przeżywa zapaść. Spółka zlikwidowała m.in. linię Białystok-Rzeszów, przez co mieszkańcy stracili jedyne połączenie z Rzeszowem i jedno z nielicznych publicznych połączeń z Lublinem. Przez Siemiatycze przestał jeździć również autobus Suwałki-Kraków. Od listopada 2017 przestał kursować funkcjonujący od 1989 autobus dalekobieżny na trasie Siemiatycze-Gdańsk. Po włączeniu siemiatyckiego PKS w struktury PKS Nova przestały być realizowane także międzynarodowe kursy do Brukseli, gdzie mieszka wiele osób pochodzących z Siemiatycz. 7 czerwca 2017 spółka sprzedała również dotychczasowy dworzec autobusowy, pozostawiając jedynie dwa stanowiska odjazdu autobusów.
Od 2017 w mieście znajdują się dwa tzw. zielone przystanki – dwie wiaty zbudowane z drewnianych paneli oraz zbiorników na ziemię, porośnięte krzewami, zielonym bluszczem i kwiatami. Nocą przystanki podświetlone są lampami LED.

### Kolej

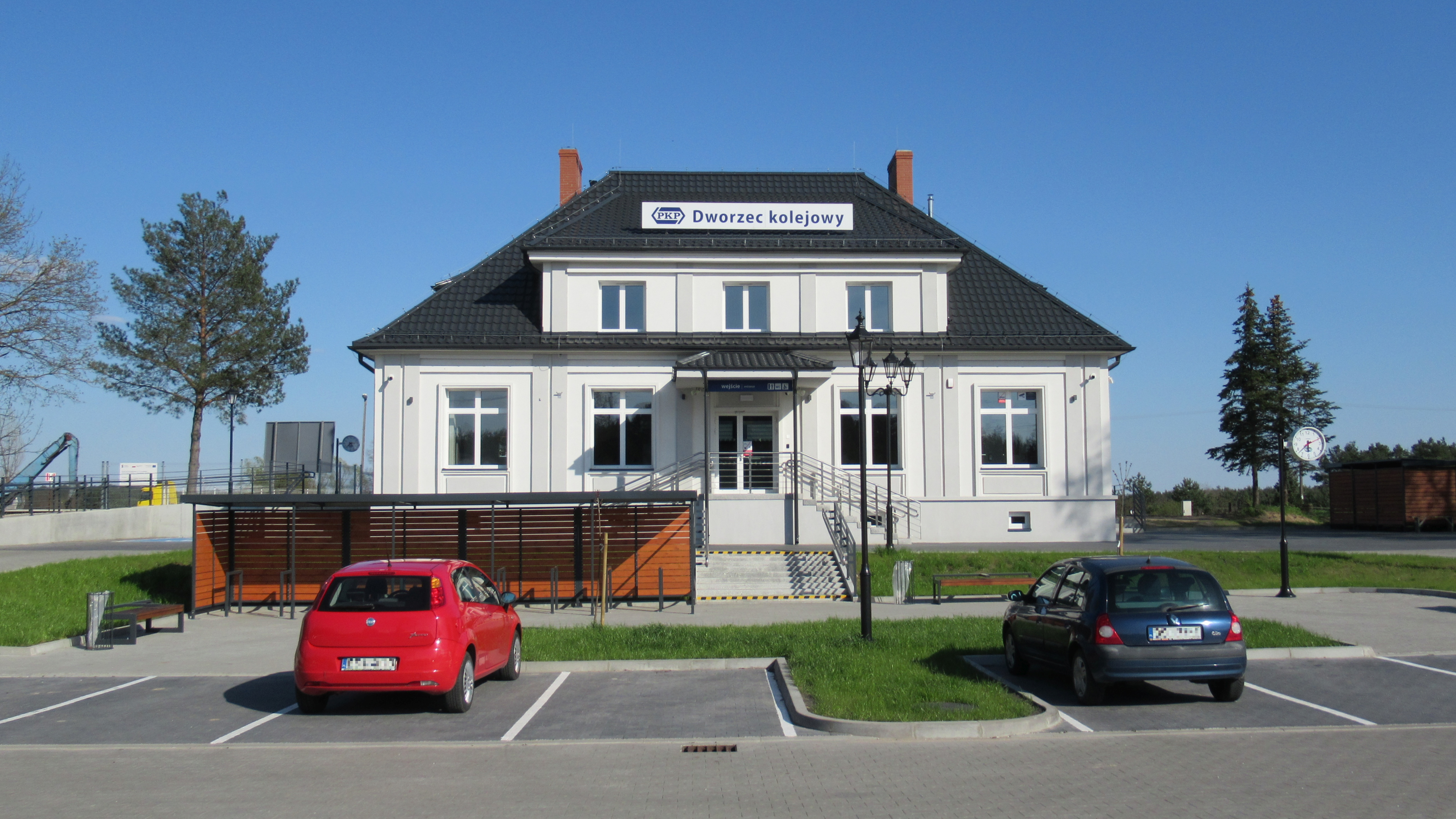
Stacja kolejowa Siemiatycze we wsi Siemiatycze-Stacja (2021 r.)

6 km od miasta przebiega niezelektryfikowana linia kolejowa nr 31 Siedlce – Siemianówka. Znajduje się przy niej osada Siemiatycze-Stacja. Ze stacji Siemiatycze można dojechać pociągami osobowymi bezpośrednio do Siedlec, Czeremchy i Hajnówki, oraz pociągiem pośpiesznym do Warszawy, który na odcinku Siedlce – Hajnówka kursuje jako osobowy. Z powodu nierentowności połączeń ich liczba stopniowo maleje lub są one zastępowane Kolejową Komunikacją Autobusową realizowaną przez PPKS Siemiatycze na zlecenie Kolei Mazowieckich. Obecnie ze stacji odjeżdżają 4 pociągi dziennie w obu kierunkach. W celu zmniejszenia kosztów, połączenia regionalne na tej linii obsługiwane są przez autobusy szynowe SA108-007 i SA105-103 zakupione ze środków samorządu województwa podlaskiego oraz Unii Europejskiego w ramach programu ZPORR.

### Komunikacja miejska
Obsługą komunikacji miejskiej w Siemiatyczach zajmuje się spółka PKS Nova. W Siemiatyczach funkcjonują 3 linie autobusowe:
- 1: ulicami Armii Krajowej – Kościuszki – Grodzieńską – pl. Jana Pawła II – Ciechanowiecką (powrót do pl. Jana Pawła II ulicami: Głowackiego – 3 Maja)
- 2: ulicami Armii Krajowej – Kościuszki – Żwirki i Wigury – 11 Listopada – Legionów Piłsudskiego – Ogrodową – Drohiczyńską – pl. Jana Pawła II – Grodzieńską – Wysoką – Andersa – Górną – Kasztanową – Słowiczyńską
- 3: ulicami 11 Listopada – Legionów Piłsudskiego – Ogrodową – Drohiczyńską – pl. Jana Pawła II – Grodzieńską – Wysoką – Andersa – Górną – Kasztanową – Słowiczyńską

## Demografia

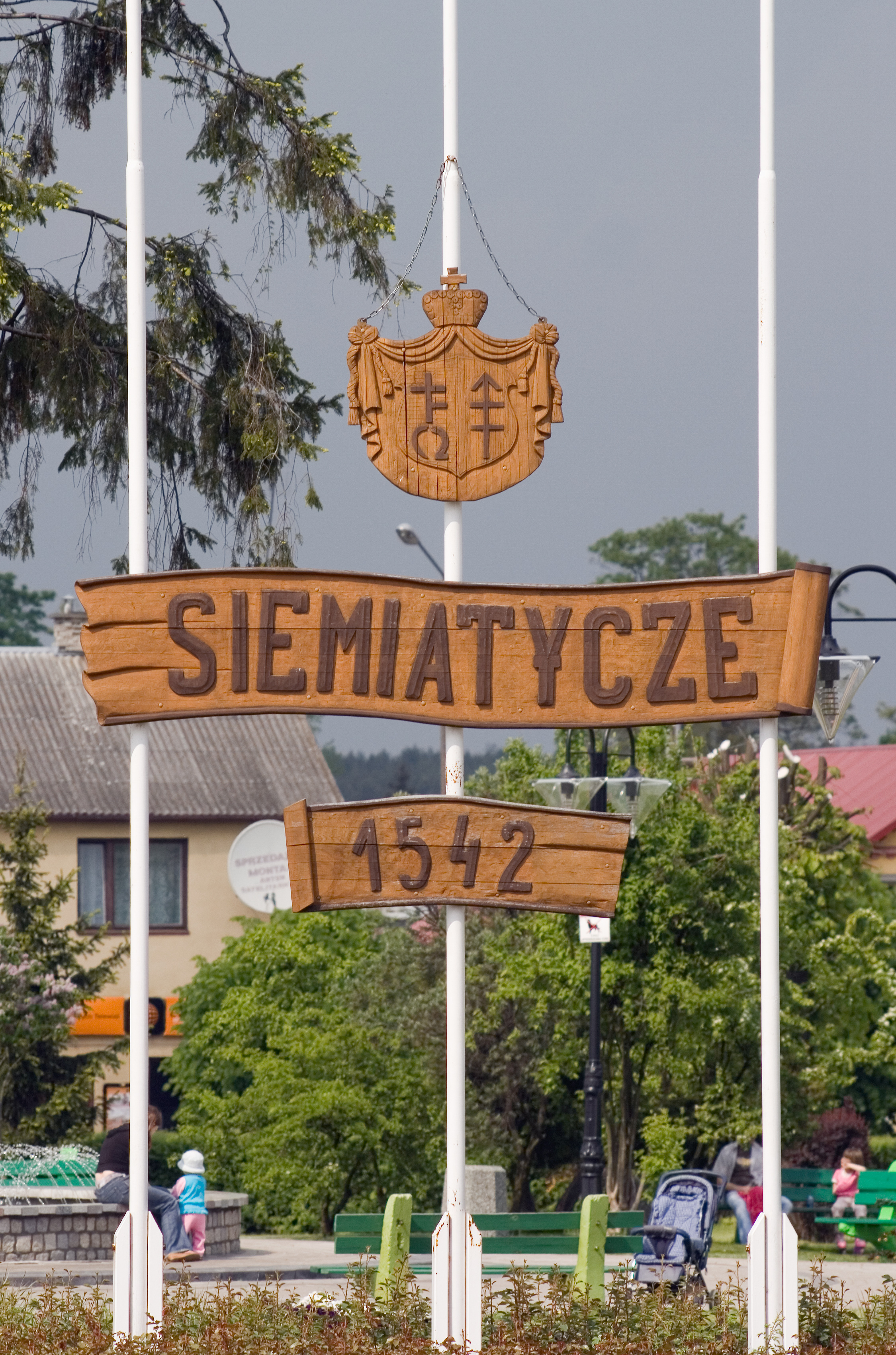
Herb miasta w centrum Siemiatycz

Według spisu ludności z 30 września 1921 roku w Siemiatyczach mieszkały 5694 osoby w 766 domach, 1889 podało narodowość polską, 281 – białoruską, 3489 – żydowską, 26 – rosyjską, 9 – litewską. 1459 osób było wyznania rzymskokatolickiego, 509 osób było wyznania prawosławnego, 6 ewangelickiego, 8 zadeklarowało przynależność do wyznania greckokatolickiego, 3718 – do wyznania mojżeszowego.
Dane z 30 czerwca 2013:
| Opis                              | Ogółem    | Ogółem    | Kobiety   | Kobiety   | Mężczyźni | Mężczyźni |
| --------------------------------- | --------- | --------- | --------- | --------- | --------- | --------- |
| jednostka                         | osób      | %         | osób      | %         | osób      | %         |
| populacja                         | 14 819    | 100       | 7757      | 52,3      | 7062      | 47,7      |
| powierzchnia                      | 36,25 km² | 36,25 km² | 36,25 km² | 36,25 km² | 36,25 km² | 36,25 km² |
| gęstość zaludnienia (mieszk./km²) | 408,8     | 408,8     | 214       | 214       | 194,8     | 194,8     |

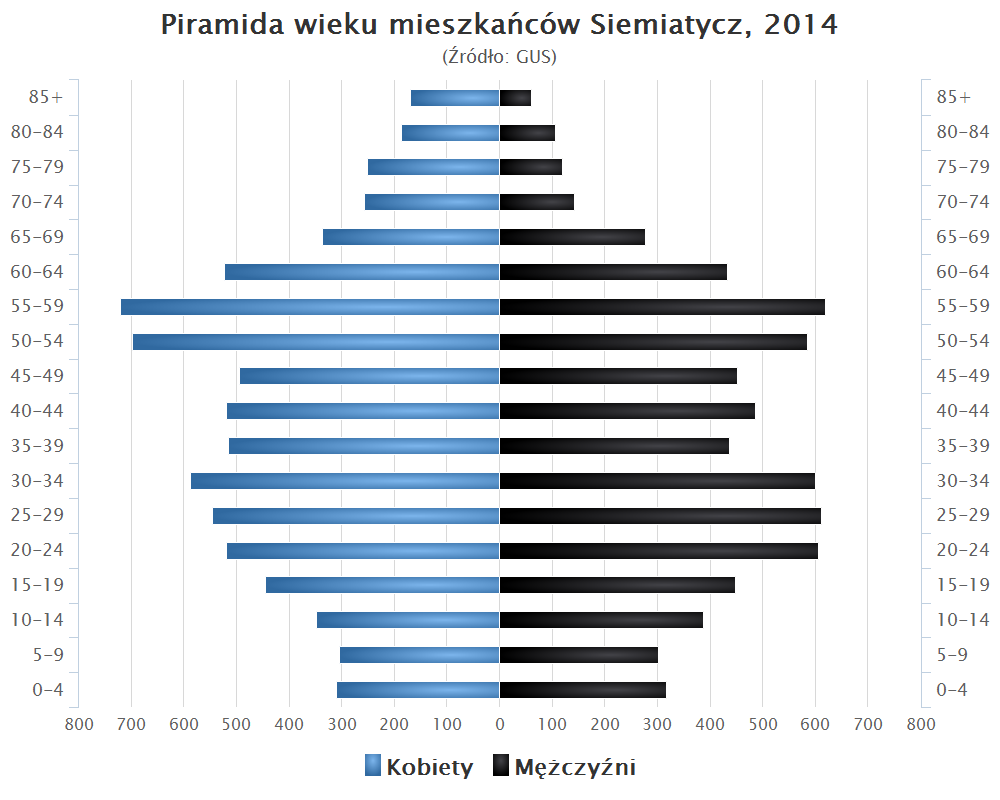
Piramida wieku mieszkańców Siemiatycz w 2014 roku

Według danych z 31 grudnia 2015 r. miasto miało 14 684 mieszkańców.

## Edukacja

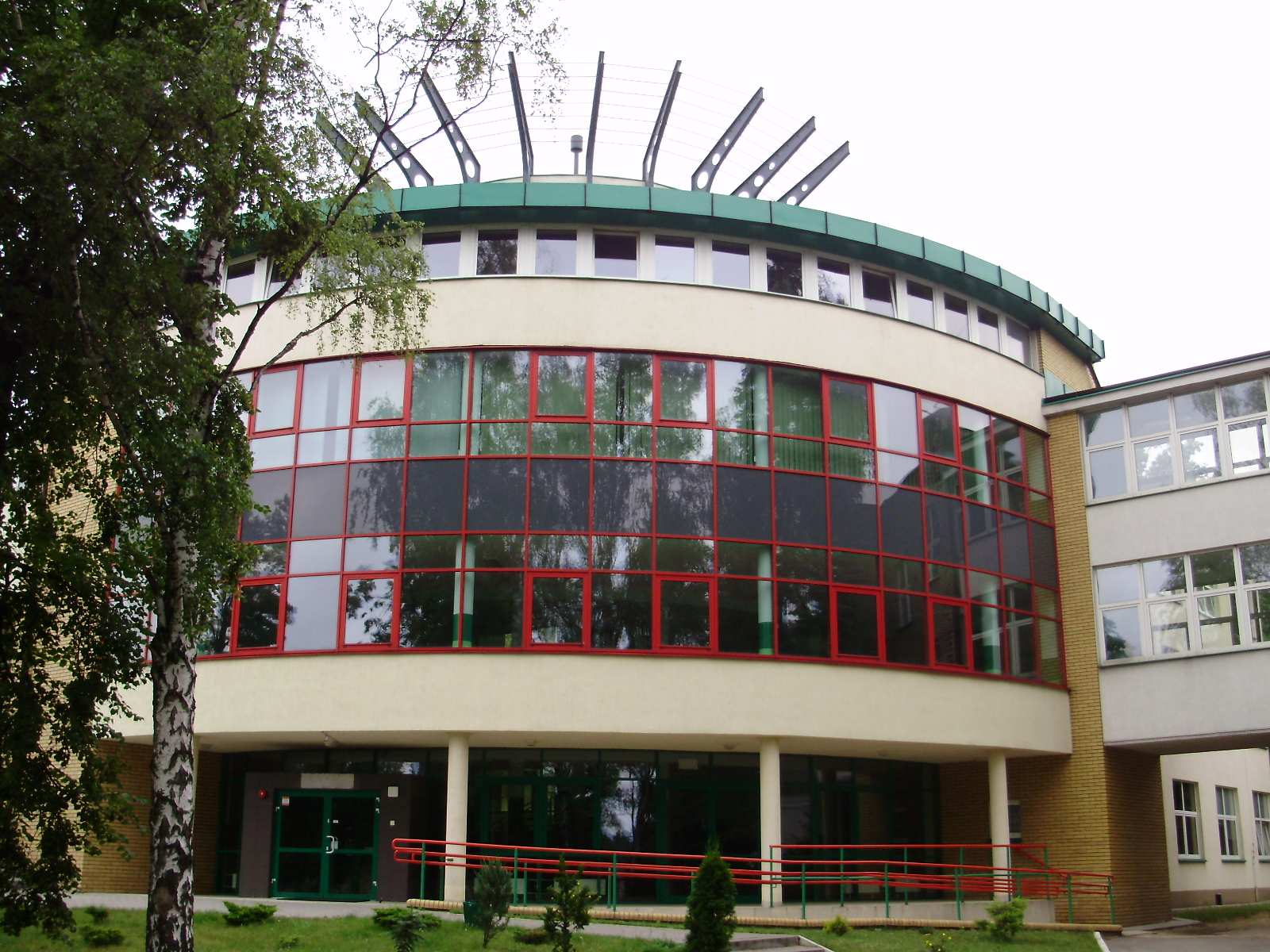
Liceum Ogólnokształcące im. Komisji Edukacji Narodowej

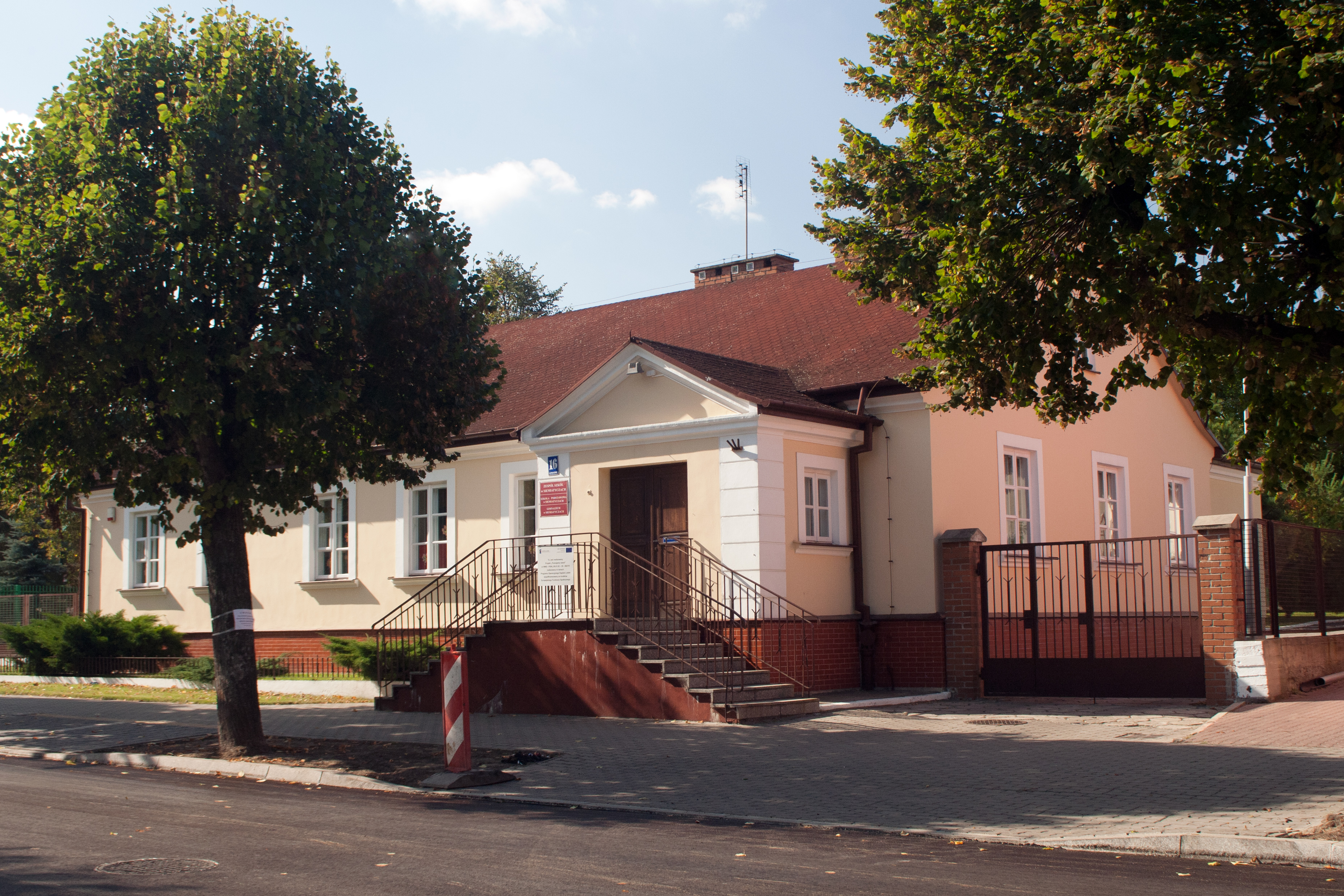
Zespół Szkół w Siemiatyczach

### Szkoły podstawowe
- Szkoła Podstawowa nr 1 im. Księżnej Anny z Sapiehów Jabłonowskiej, ul. Ogrodowa 2
- Szkoła Podstawowa nr 3 im. Jana Pawła II, ul. Andersa 4[33]

### Szkoły ponadpodstawowe
- Zespół Szkół w Siemiatyczach, ul. Tadeusza Kościuszki[34]
  - Liceum Ogólnokształcące im. KEN,
  - Branżowa Szkoła I Stopnia
  - Zasadnicza Szkoła Zawodowa
- Liceum Ogólnokształcące dla Dorosłych w Siemiatyczach ZDZ w Białymstoku, ul. Pałacowa 24
- Branżowa Szkoła I Stopnia, ul. Pałacowa 10[35]
- Policealna Szkoła Ochrony „VIP” w Siemiatyczach, ul. Tadeusza Kościuszki 43

### Szkoły wyższe
- Nadbużańska Szkoła Wyższa, ul. Tadeusza Kościuszki 43

### Szkoły muzyczne

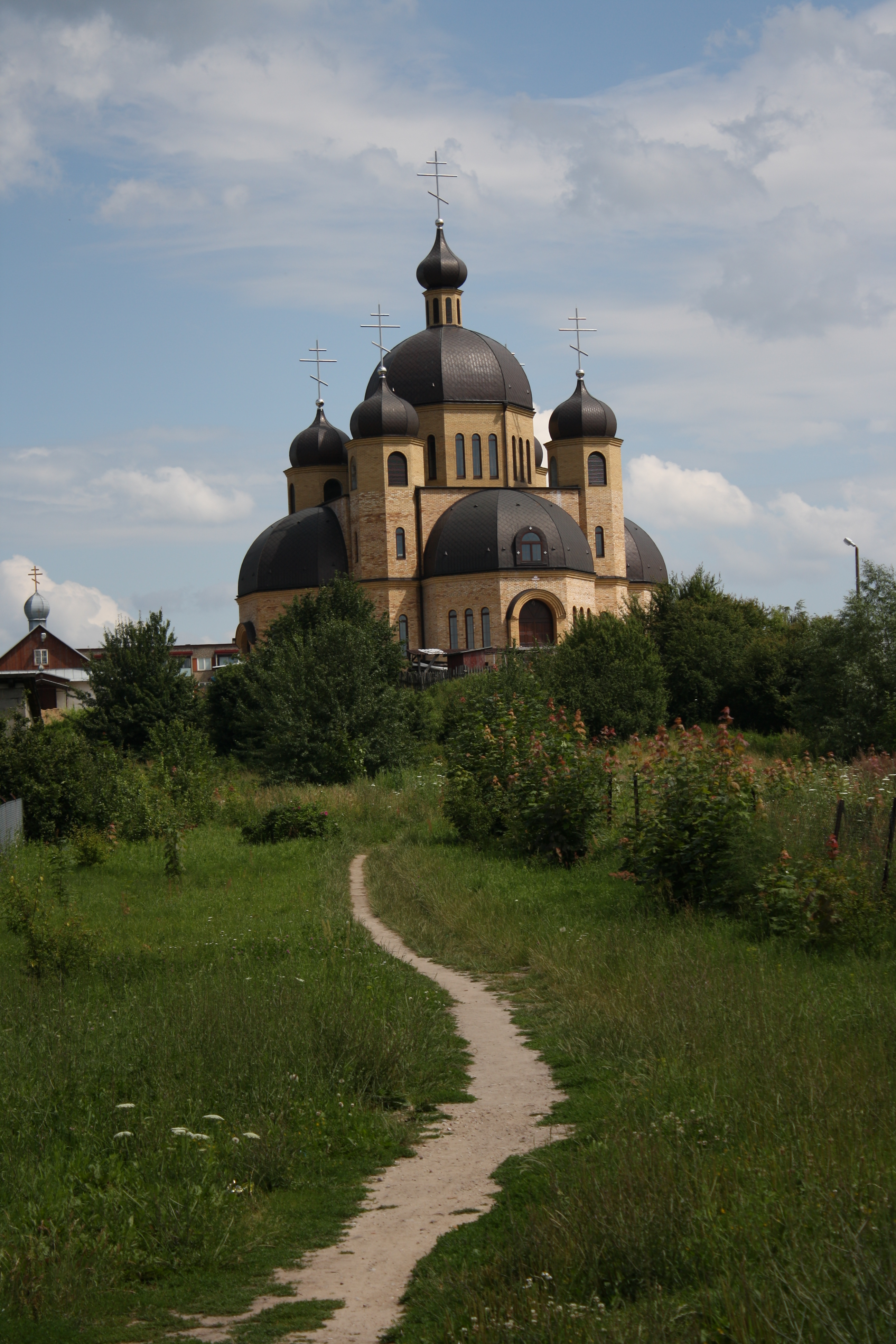
Cerkiew Zmartwychwstania Chrystusa

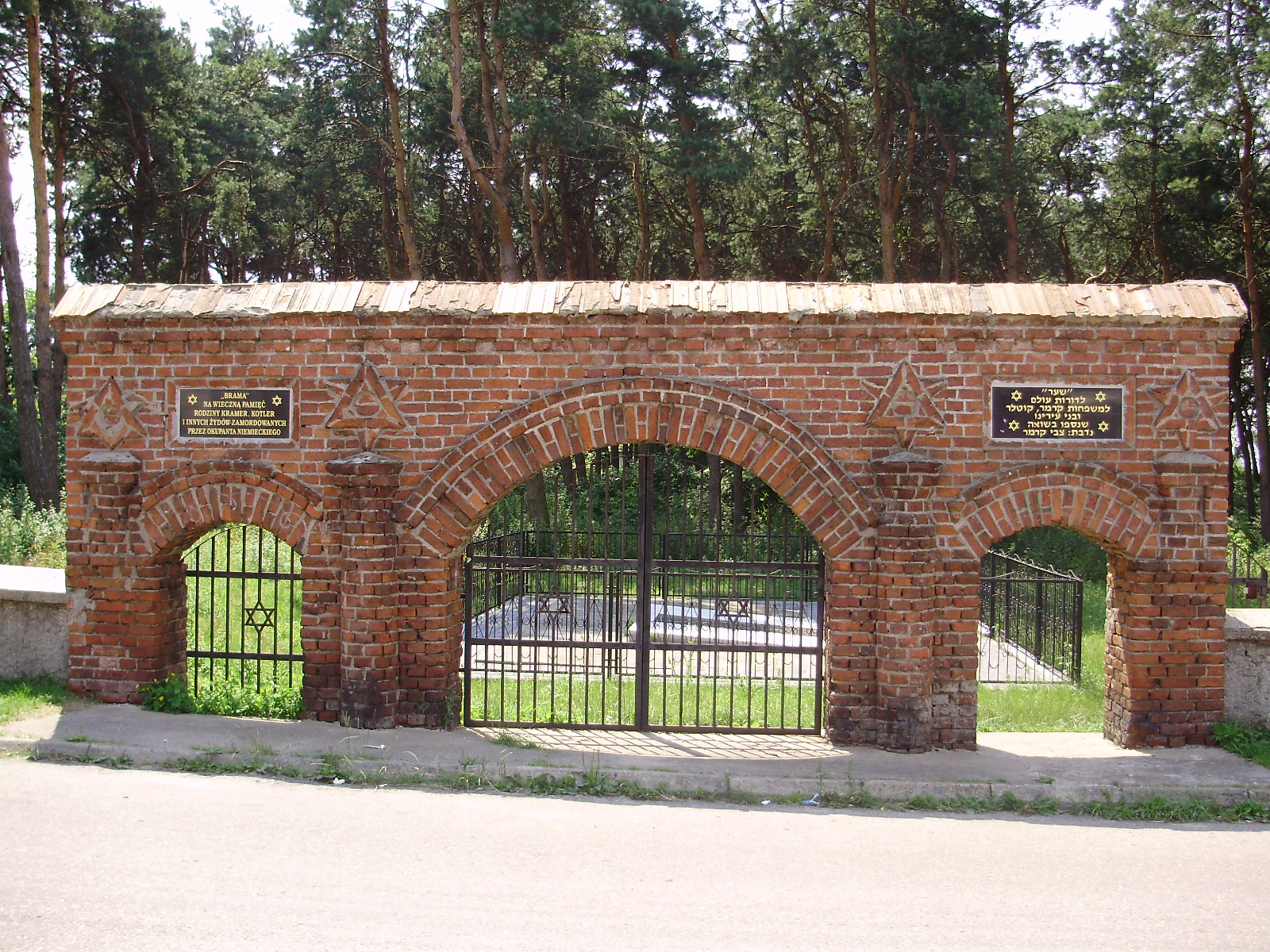
Cmentarz żydowski z XVIII wieku

- Szkoła Muzyczna I stopnia im. Wojciecha Kilara, ul. Legionów Piłsudskiego 1

### Szkoły specjalne
- Zespół Szkół Specjalnych w Siemiatyczach, ul. Tadeusza Kościuszki 46
  - Szkoła Podstawowa Specjalna w Siemiatyczach
    - Szkoła Podstawowa Specjalna w Siemiatyczach, filia w Bacikach Średnich

  - Szkoła Przysposobienia do Pracy w Siemiatyczach

## Wspólnoty wyznaniowe
Na terenie miasta działalność religijną prowadzą następujące związki wyznaniowe:
- Polski Autokefaliczny Kościół Prawosławny:
  - parafia Świętych Apostołów Piotra i Pawła
  - parafia Zmartwychwstania Pańskiego
- Kościół Chrystusowy[36]
  - Kościół Chrystusowy w Siemiatyczach
- Kościół rzymskokatolicki:
  - parafia Wniebowzięcia NMP
  - parafia św. Andrzeja Boboli
- Świadkowie Jehowy:
  - zbór Siemiatycze-Wschód
  - zbór Siemiatycze-Zachód (Sala Królestwa ul. Kasztanowa 33)[37]